# Chalchyn gol
Chalchyn gol, Chalch gol (daw. Chałchyn-Goł, Chałchin-Goł; mong.: Халхын гол, trl.: Khalkhyn gol; Халх гол, trl.: Khalkh gol; chiń. 哈拉哈河; pinyin Hālāhā Hé) – rzeka w północno-wschodnich Chinach i wschodniej Mongolii, odcinkami graniczna. Jej długość wynosi 233 km; dorzecze zajmuje powierzchnię 17 120 km².
Źródła rzeki znajdują się w Chinach, w zachodniej części Wielkiego Chinganu. W górnym biegu Chalchyn gol płynie wąską doliną, następnie wpływa na rozległą równinę Hulun Buir, gdzie przy ujściu dzieli się na dwa ramiona. Jedno wpada do jeziora Bujr nuur, a drugie do rzeki Orxon He, będącej łącznikiem między jeziorem Bujr nuur a Hulun Hu. Rzeka jest pokryta lodem w okresie od listopada do kwietnia. Reżim deszczowy.
W 1915 roku polski geolog, Kazimierz Grochowski, nabył od rządu mongolskiego koncesję na wydobycie złóż w rejonie rzeki Chalchyn gol, gdzie wkrótce otworzył kopalnię i zakład przetwórczy soli i sody.
W 1939 roku nad rzeką toczyły się walki pomiędzy wojskami japońskimi (Armia Kwantuńska) a armią radziecką i oddziałami mongolskimi.